# アバカン川
アバカン川（アバカンがわ、ロシア語: Абака́н, ハカス語:Ағбан, ラテン文字表記: Abakan）は、ロシア・シベリア南部のハカス共和国を流れる河川で、エニセイ川の左支流である。名称は、ハカス語の「熊の血」を意味する。
サヤン山脈の西部で大アバカン川（ボルショイ・アバカン川）と小アバカン川（マールイ・アバカン川）が合流してアバカン川となる。ミヌシンスク盆地を北東へ流れ、アバカンの街でエニセイ川に合流する。長さは、大アバカン川の源流から測って514km、流域面積は32,000平方kmに達する。
冬は水量が減少するが、春には雪解け水などを集めて大増水する。沿岸の人々は上流で伐った材木を流したり、農地を灌漑するためにアバカン川を用いている。